# Щербаковка (Волгоградская область)
Щербаковка — село в Камышинском районе Волгоградской области, в составе Воднобуерачного сельского поселения. Расположено на западном берегу Волгоградского водохранилища в 70 км к северо-востоку от Камышина.
Основано не позднее 1770 года.
Население — 210 чел. (2010).

## История
Село заселялось дважды. Дата первого заселения не установлена. Впервые упоминается в 1770 году. В конце 1770-х годов жители старой Щербаковки расселились по другим сёлам. Около 1780 года село было заселено вновь. В селе поселилось несколько  бывших жителей села, также были поселены крестьяне из села Тепловки. Всего 70 душ мужского пола.  После основания немецкой Щербаковки, село получило название «Русская Щербаковка». Село относилось к Камышинскому уезду Саратовской губернии. До 1860 года в селе имелось два общества - государственных и удельных крестьян. Одно относилось к Гусельской, второе к Банновской волости. Впоследствии сельские общества были объединены и относились к Даниловской, затем к Банновской волости.
В 1865 году построена церковь во имя Богоявления (освящена в 1874 году). В 1882 году открыто сельское русско-немецкое училище. В 1889 году в селе имелось 4 улицы и 4 переулка, 440 различных построек, в т.ч. 2 хлебных запасных мирских амбара. В 1887 году открыта церковно-приходская школа. В селе имелась пристань
С 1935 года село относилось к Добринскому кантону АССР немцев Поволжья, являлось центром Щербаковского сельсовета. В 1941 году после ликвидации АССР немцев Поволжья включено в состав Нижне-Добринского района Сталинградской области. В 1950 году в связи с ликвидацией Нижне-Добринского района включено в состав Камышинского района.

## Физико-географическая характеристика
Село находится на северо-востоке Камышинского района, в пределах Приволжской возвышенности, являющейся частью Восточно-Европейской равнины, на западном берегу Волгоградского водохранилища. Прилегающая местность расчленена глубокими балками и оврагами. У села расположен памятник природы — урочище Столбичи.  Высота центра населённого пункта — 19 метров над уровнем моря. В окрестностях населённого пункта распространены каштановые почвы. Почвообразующие породы — глины и суглинки.
По автомобильным дорогам расстояние до административного центра сельского поселения села Воднобуерачное — 14 км, до районного центра города Камышин — 63 км, до областного центра города Волгоград — 250 км, до города Саратов — 160 км.
Часовой пояс
Щербаковка, как и вся Волгоградская область, находится в часовой зоне МСК (московское время). Смещение применяемого времени относительно UTC составляет +3:00.

## Население
| 1857 | 1860 | 1886 | 1889 | 1892 | 1894 | 2002 |
| ---- | ---- | ---- | ---- | ---- | ---- | ---- |
| 569  | 503  | 849  | 905  | 988  | 1001 | 209  |

2020        2021
3
5         
| 2010 |
| ---- |
| 182  |